# Послушная грамота
Послу́шная грамота — документ, выдававшийся при оформлении прав собственности, включая пожалование («отказ»), вступление в наследство или восстановление утерянных документов, на населённую землю, а также иных прав. Распространёны были в XVI—XVII веках.
По форме послушная грамота представляла собой предписание (формуляр) населяющим землю людям повиноваться новому владельцу, пахать ему пашню («пашню на помещика пахати»), платить ему оброк и выполнять другие законные требования. При этом грамота не содержала точного перечисления повинностей.
В словаре Даля «послушная грамота» — указ о вводе во владение людьми.
Послушная грамота определяла отношения между землевладельцем и крестьянами, устанавливая права помещика в отношении крестьян и обязанности последних. Выделяется три типа послушных грамот землевладельцев.
В грамотах первого типа (до 60-х годов XVI в.), формуляр имеет следующий вид:
И вы б [крестьяне] к [помещику] приходили и слушали его во всем и доход бы денежный и хлебный и мелкий доход давали по старине, как давали доход наперед сего прежним помещикам.
В грамотах второго типа (60-х годы XVI в.), формула меняется:
И вы б [крестьяне] [помещика] и его приказчика слушали и пашню его пахали, где себе учинит, и оброк платили.
В грамотах третьего типа (60—90-е годы XVI в.), формула становится такой:
И вы б все крестьяне, которые в том селе живут, [помещика] слушали, а пашню пахали и оброк платили, чем вас изоброчит.
При необходимости общим приказам Российского государства действовать в сферах, которые были подчинены особенным приказами, последние писали начальству области послушную грамоту. Например, в областях действия Сибирского приказа предписания никаких других приказов не имели силы без послушной грамоты, выданной им.
Часто послушные грамоты оформлялись при риске невыполнения законных требований.
Например, в 1684 году при розыске беглых крестьян из Дворцового судного приказа были присланы приставы. При прибытии в волость, где укрывались беглые, они предъявили приказчику волости послушную грамоту и он дал им память для старосты деревни.
Послушные грамоты давались от приказов к воеводам.
… В другом случае, когда нужны были на построенные корабли гребцы, кормщики и работные люди, для сбора их Новгородской четверти нужны были послушные грамоты к воеводам Коломенскому, Переславскому, Касимовскому и Муромскому. К последнему была послана послушная грамота из Костромской четверти.
Точно так же, когда корабельное дело было уже в заведовании посольского приказа, Казанскому воеводе был послан указ из Казанского дворца о приёме кораблей и снабжении их всем нужным.
Затем воеводы часто отказывались исполнять предписания без грамоты из надлежащего приказа.
Например, Полуектов писал в Новгородскую четверть, что "Коломенский воевода Фёдор Греков от рассылки трёх пушкарей у него взял, и в пушкарях отказал, для того что к нему из пушкарского приказу государевы грамоты не присланы.
Но кажется, можно предположить, по соображению с другими фактами, что приказ писал по своему делу прямо к воеводе, когда вопрос не касался прямо интересов приказа, ведавшего город, или можно было не ожидать сопротивления со стороны местного начальства.
Но при возможности отказа и неисполнения, нельзя было обойтись без послушной грамоты от областного приказа
Необходимость послушных грамот ощущалась, впрочем, только в отдельных случаях
Например, в 1671 г. приказ Большего дворца отправил рудознатцев для приискания серебряной руды в Холмогорский уезд.
Послушные грамоты, которыми подтверждались владения калужских монастырей после разорения в Смутное время (первая половина XVII века) оканчивались однообразной формулировкой «всем крестьянами, которые в той вотчине и деревне живут и на пустошах хотят жить, монастыря игумена …. с братией слушали и пашню на них пахали, доход им монастырский платили». За нарушение послушной грамоты, за обиду, нанесенную настоятелю или братии, монастырским слугам и крестьянам полагалась царская опала.